# Holomelina metazonata
Holomelina metazonata är en fjärilsart som beskrevs av George Francis Hampson 1901. Holomelina metazonata ingår i släktet Holomelina och familjen björnspinnare. Inga underarter finns listade i Catalogue of Life.